# Miloshuggorm
Miloshuggorm (Macrovipera schweizeri) är en giftig orm som hör till familjen huggormar. Dess utbredning är begränsad till fyra öar i den grekiska ögruppen Kykladerna, Milos, Sifnos, Kimolos och Polyaigos. Den största populationen finns på västra Milos.
Miloshuggormen är en av Europas mest hotade ormarter och är rödlistad som starkt hotad av IUCN och upptagen i Bernkonventionen om skydd av europeiska vilda djur och växter samt deras naturliga livsmiljöer. Habitatförstörelse, illegal insamling och att ormarna dödas i trafiken är bland hoten mot arten.
Sammantaget uppskattas det finnas cirka 3 000 individer av arten kvar och av dessa uppskattas cirka 2 500 leva på västra Milos.

## Kännetecken
Miloshuggormen har vanligen en längd på mellan 60 och 75 centimeter, som mest upp till 100 centimeter. Kroppen är ganska kraftig, nacken tydlig markerad och huvudet är sett från ovan triangelformat. Grundfärgen är oftast ljus gråaktig med 30-40 mörkare tvärgående ränder och enskilda, mindre fläckar. Mer mörkgrå, nära orangefärgade eller rödbrunaktiga och mörka melanistiska individer kan ibland förekomma.

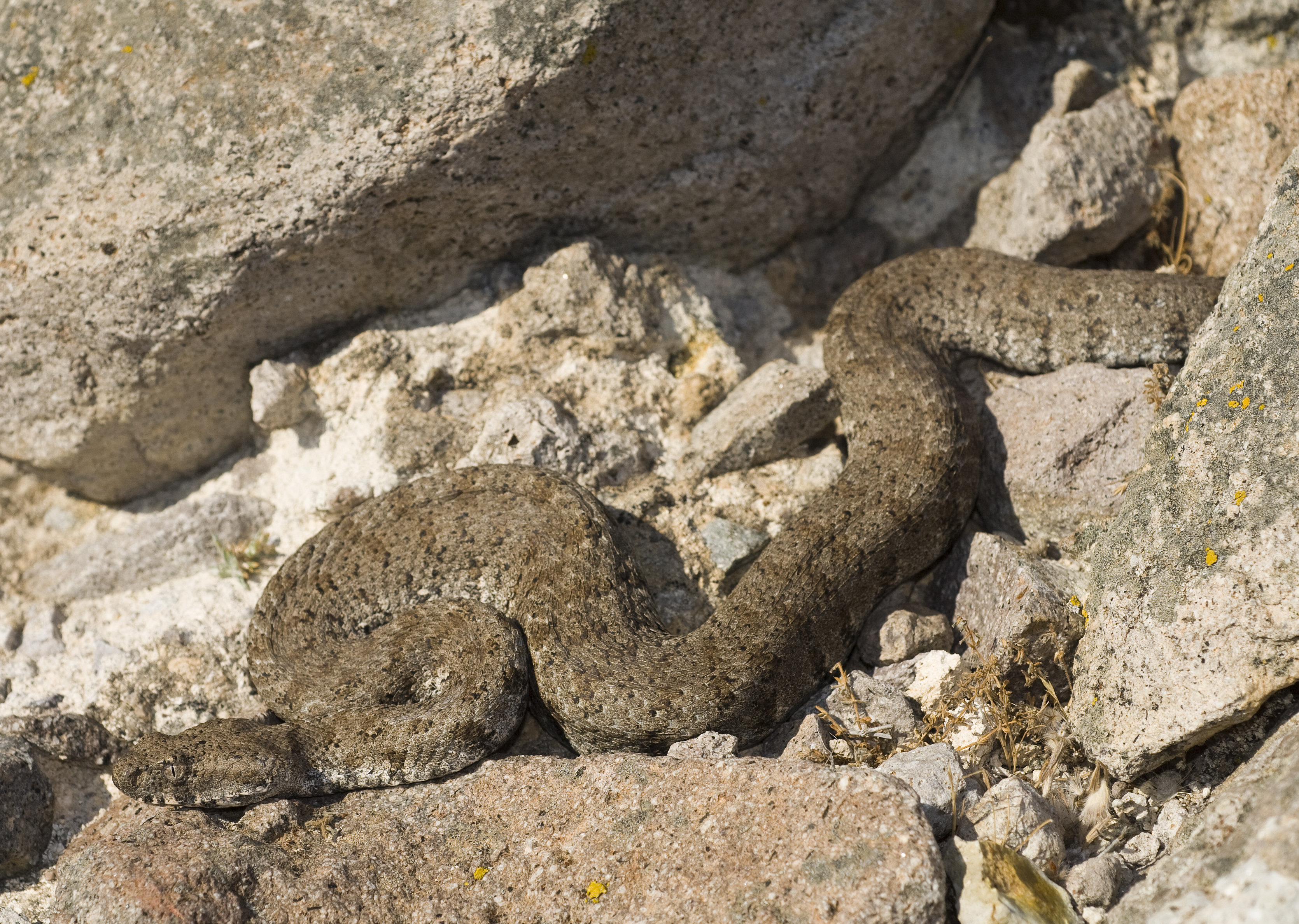
Miloshuggorm, gråaktig.

## Gift
Miloshuggormen är en av de giftigaste ormarna i Grekland. Bett har rapporteras, men verkar inte vara dödliga. Det måste dock tas på allvar och snabbt behandlas, giftet är prokoagulant och innehåller hemorragin och påverkar blodet. Betten är smärtsamt och kan orsaka svullnad, nekros, hypotoni, hjärtklappning, inre blödningar och chock.
För den med Miloshuggormen besläktade levanthuggormen som Miloshuggormen tidigare räknades som en underart till har dödsfall efter bett i några fall inträffat.

## Levnadssätt
Miloshuggormens livsmiljöer är karga områden med buskvegetation, ofta i närheten av vatten. Under våren är den aktiv under dagen, på sommaren är den mest aktiv i skymningen och under natten. När den inte jagar gömmer den sig under rötter eller mellan stenar. De fullvuxna ormarnas främsta föda är fåglar som de vanligen fångar genom att lägga sig i bakhåll vid ett vattenhål dit fåglarna kommer för att dricka eller i buskar och träd där fåglarna häckar. Unga ormar tar ofta små ödlor. Under vintern när det är kallare och ont om föda går ormarna i dvala.
Fortplantningen är ovipar och honorna lägger upp till 10-12 ägg i en kull. Äggen läggs i juli och har en längd på 35 till 54 millimeter och är mellan 20 och 26 millimeter breda. Ungarna är när de kläcks 16–22 centimeter långa. Honans reproduktionscykel är tvåårig, hon lägger bara ägg vartannat år. Parningen sker huvudsakligen från slutet av april till slutet av maj, med en topp i aktiviteten omkring mitten av maj.

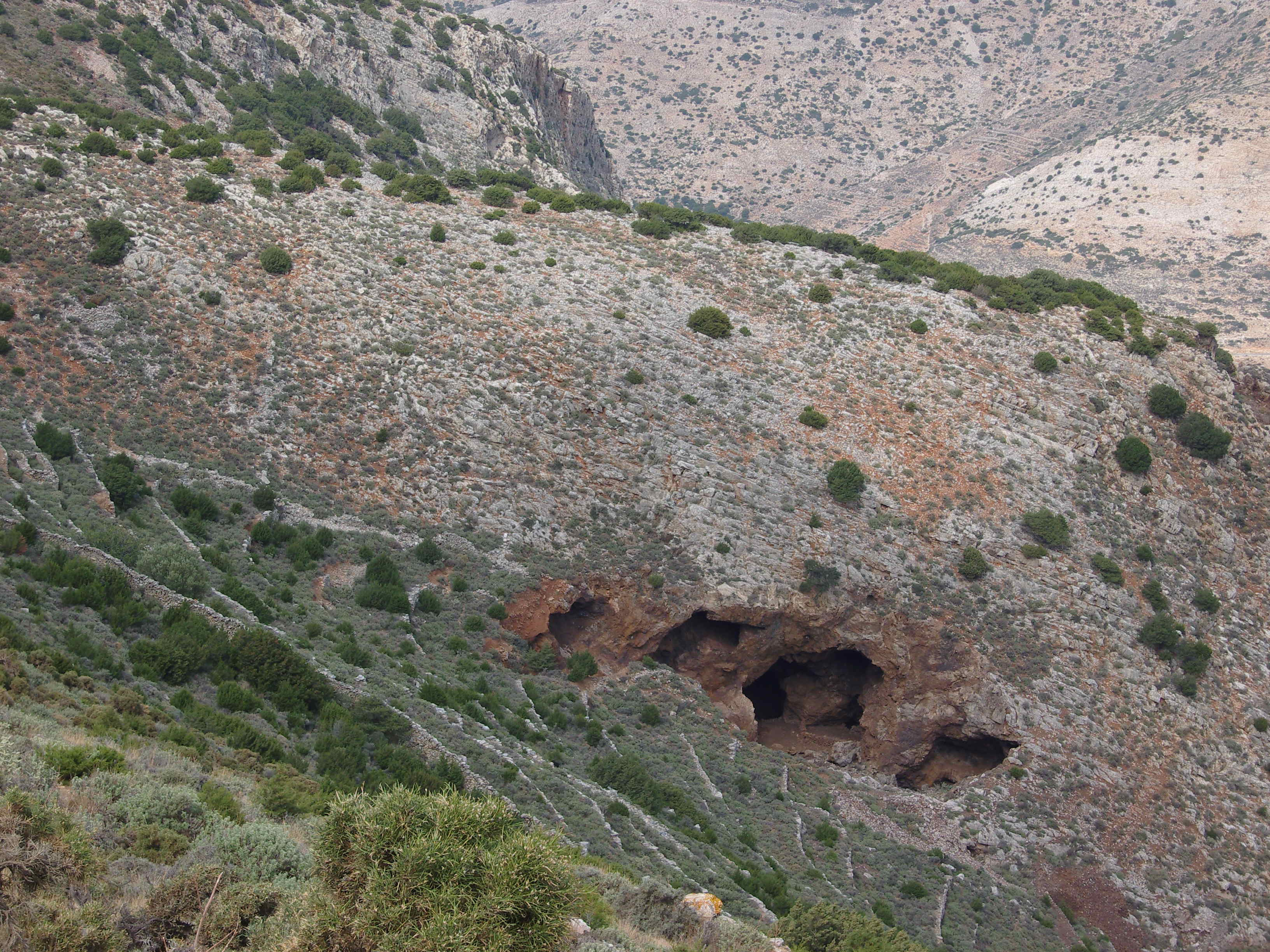
Miloshuggormens levnadsmiljö.

## Systematik
Miloshuggormen beskrevs vetenskapligt första gången 1935 av den österrikiska herpetologisten Franz Werner som en underart till levanthuggormen (Macrovipera lebetina). Den har senare fått status som egen art med det vetenskapliga namnet Macrovipera schweizeri.